# Otorinolaryngologie

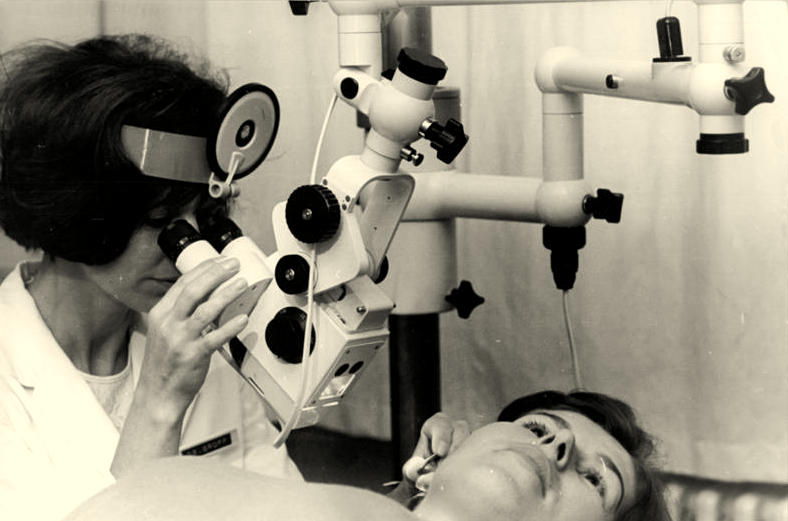
Kno-afdeling in het Südstadt-Krankenhaus van Rostock (1970).

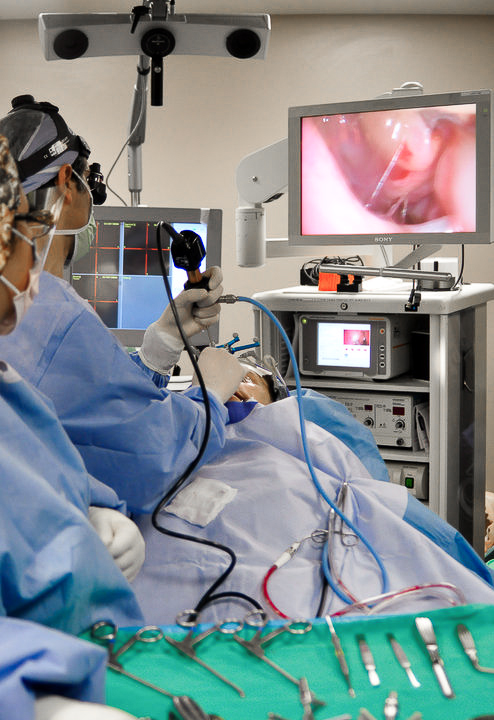
Endoscopische sinusoperatie.

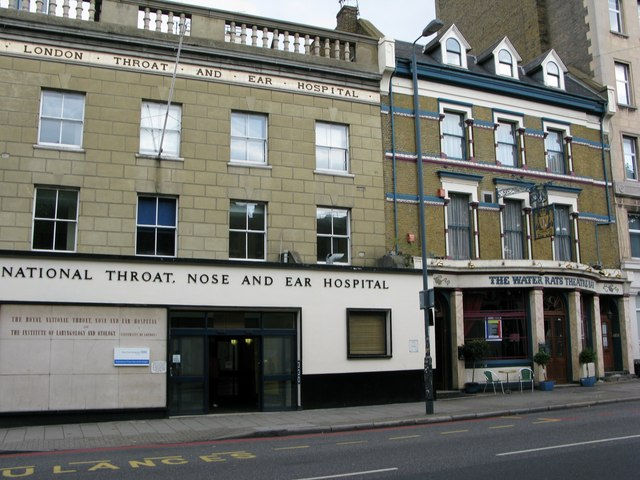
Het National Throat Nose and Ear Hospital in Londen.

Otorinolaryngologie (ORL), is het medisch specialisme dat zich bezighoudt met het onderzoek en de behandeling van aandoeningen van de keel, neus en oren. 
In Nederland wordt deze discipline meestal keel-, neus- en oorheelkunde genoemd (of keel-neus-oorheelkunde), in Vlaanderen is de volgorde meestal net omgekeerd: neus-keel-oorheelkunde. De artsen heten otorinolaryngoloog, kno-arts of nko-arts.
De otorinolaryngologie houdt zich (naast de genoemde lichaamsdelen) ook bezig met problemen in de rest van het hoofd-halsgebied zoals gezwellen in de hals, in de speekselklieren en afwijkingen van de slokdarm. Typische behandelingen op het gebied van de otorinolaryngologie zijn het zogeheten knippen van keel- of neusamandelen en het plaatsen van trommelvliesbuisjes. Er bestaat een nauwe samenwerking met logopedisten, kaakchirurgen, audiologen, kinderartsen, neurologen en longartsen.

## Etymologie
Het woord oto·rino·laryngo·logie is afgeleid van het Grieks: οὖς (genitivus: ὠτός) = oor; ῥίς (genitivus: ῥινός) = neus; λάρυγξ (genitivus: λάρυγγος): = keel.

## Anatomie
hoofd - voorhoofd - oor - evenwichtsorgaan - neus - mond - tong - gezicht - hersenzenuwen - wang - kin - hals - keel - neusamandel - mondholte - adamsappel - strottenhoofd - stembanden - slokdarm

## Fysiologie
- stembanden (stem, spraak)
- oor (gehoor)
- neus (reukzin)
- tong (smaak)
- evenwichtsorgaan (balans en evenwicht)

## Ziektebeelden/pathologie
- Keel: tonsillitis, keelontsteking, heesheid, schorheid, velofaryngeale disfunctie, slaapapneu, tongbranden, aften globusgevoel, foetor ex ore, orale pathologie
- Neus: allergie, allergische rinitis, voorhoofdsholteontsteking, bijholteontsteking, neuspoliepen, ozaena, vormafwijkingen, uitwendige neuscorrectie
- Oor: brughoektumor, otosclerose, slechthorendheid, doofheid, gehoorschade, tinnitus, ziekte van Menière, middenoorontsteking, cholesteatoom, labyrintitis, aangezichtsverlamming
- Hals: lymfklierzwelling, kieuwbooganomalie, mediane halscyste
- Oncologie: larynxcarcinoom, mondkanker, slokdarmkanker, lymfeklierkanker, huidkanker
- Gelaat: reconstructieve chirurgie, aangezichtsverlamming, schisis, huidkanker, ooglidcorrectie, facelift, esthetische chirurgie

## Behandelingen en operaties
- Keel: tracheotomie - tonsillectomie - adenotomie - endoscopie - microlarynxchirurgie - stembandmedianisatie - UPPP (uvulopalatofaryngoplastiek) - LAUP (uvulopalatoplastie)
- Neus: neusdruppels - neusspray - septumcorrectie - conchareductie - FESS - infundibulotomie
- Oor: oordruppels - trommelvliesbuisjes - trommelvliessluiting / myringoplastiek - sanering - radicalisatie - stapedectomie - tympanoplastiek - parotidectomie - gehoorapparaat - cochleair implantaat - botverankerd hoortoestel (BAHA)
- Oncologie: laryngectomie - halsklierdissectie
- Gelaat: neuscorrectie, verwijderen huidkanker, reconstructie huiddefecten, schisis, ooglidcorrecties, facelift

## Specialisaties
Binnen de otorinolaryngologie zijn er verschillende subspecialismen: hoofd-halsoncologie, (neuro-)otologie, audiologie, vestibulologie, rinologie, aangezichtschirurgie, foniatrie/laryngologie, kinder-ORL.

## Wetenschappelijke tijdschriften
De lijst van otorinolaryngologische tijdschriften geeft een overzicht van de wetenschappelijke tijdschriften over otorinolaryngologie.